# The Way You Make Me Feel
«The Way You Make Me Feel» (з англ. «Те, що ти змушуєш мене відчувати») — пісня і танок американського композитора, співака і танцюриста Майкла Джексона. Це третій сингл з його альбому Bad, також він присутній у альбомах HIStory: Past, Present and Future Book I та This Is It. Пісня досягла першої сходинки Billboard Hot 100. У 1987 було випущено музичний фільм на The Way You Make Me Feel. Пісня стала настільки популярною, що Майкл виконував її на всіх концертах всіх своїх світових турів.

## Концертні виступи
Як вже говорилося вище, співак виконував пісню на всіх своїх сольних турах: друга частина Bad World Tour (1988-1989); перша частина Dangerous World Tour (1992);
HIStory World Tour (1996-1997). Також Джексон планував виконати пісню на скасованому турі "This Is It" (2009-2010). Тур скасували через смерть співака.

## Чарти
| Чарт (1987/1988/2006/2009)                | Пікова позиція |
| ----------------------------------------- | -------------- |
| Australian Singles Chart                  | 13             |
| Austrian Singles Chart                    | 15             |
| Danish Singles Chart                      | 20             |
| Dutch Singles Chart                       | 6              |
| French Singles Chart                      | 29             |
| Italian Singles Chart                     | 7              |
| New Zealand Singles Chart                 | 2              |
| Spanish Singles Chart                     | 1              |
| Swedish Singles Chart                     | 24             |
| Swiss Singles Chart                       | 8              |
| UK Singles Chart                          | 3              |
| Billboard Hot 100                         | 1              |
| Billboard Hot R&B/Hip-Hop Singles         | 1              |
| Billboard Hot Dance Club Play             | 1              |
| United States Billboard Hot Digital Songs | 6              |